# Auction Rate Securities
Auction Rate Securities sind ein Finanzierungsinstrument, welches in der Regel von Unternehmen oder Kommunen in den USA genutzt wird. Es handelt sich dabei um langlaufende (meist 20 bis 30 Jahre) Anleihen mit variablem (nach oben begrenztem) Zinssatz. Die Höhe dieses Zinssatzes wird in regelmäßigen Auktionen festgesetzt. Der zwischen den Auktionen liegende Zeitraum ist je Anleihe unterschiedlich geregelt und kann jede beliebige Dauer betragen, typisch sind aber 7 oder 28 Tage. Vermarktet wurden diese Anleihen erstmals 1988 von der US-Großbank Goldman Sachs.

## Markt
In den USA gab es Anfang 2008 einen Markt für Auction Rate Securities im Volumen von ca. 330 Milliarden US-Dollar. Herausgeber dieser Anleihen (Kreditnehmer) mit variablen Zinssatz waren in der Regel größere Firmen bzw. Kommunen. Bieter für diese Anleihen (Kreditgeber) waren in der Regel institutionelle Anleger, aber auch viele Privatpersonen. Gehandelt werden die Kreditbeträge üblicherweise in Teilbeträgen von je 25.000 US-Dollar.

## Auktionsverfahren
Wird beispielsweise eine Anleihe über 1 Milliarde US-Dollar für den Zeitraum von 28 Tagen zur Auktion angeboten, geben die Marktteilnehmer für Teilbeträge dieser einen Milliarde jeweils Gebote zu bestimmten Zinssätzen ab. Dieses könnten folgende Gebote sein:
- 200 Millionen US-Dollar zu 4,80 %
- 100 Millionen US-Dollar zu 4,83 %
- 300 Millionen US-Dollar zu 4,91 %
- 200 Millionen US-Dollar zu 5,07 %
- 500 Millionen US-Dollar zu 5,20 %
- 800 Millionen US-Dollar zu 5,33 %
- 900 Millionen US-Dollar zu 5,40 %

In diesem Beispiel würden die Gebote vom niedrigsten bis zum höchsten Gebot solange abgearbeitet, bis die Kreditsumme über 1 Milliarde US-Dollar aufgebracht ist. Die Bieter von 4,80 % bis 5,07 % bekämen also eine 100 % Zuteilung, die Bieter zu 5,20 % erhielten eine 40 % Zuteilung. Alle Bieter mit Geboten größer 5,20 % erhielten keine Anleihen.

## Zinszahlung
Die Firma bzw. Kommune, welche die Anleihe herausgegeben hat, muss in diesem Fall an alle Bieter den Zinssatz von 5,20 % zahlen. Bieter, welche auch mit einem geringeren Zinssatz zufrieden gewesen wären (z. B. 4,80 %), haben also eine zusätzliche Konsumentenrente erzielt.
Der in der Auktion ermittelte Zinssatz ist nun gültig, bis zur nächsten regelmäßigen Auktion. Der Zinszahlungstermin ist in den Bedingungen der Anleihe geregelt, es findet jedoch mindestens eine Zinsabrechnung je Auktionszeitraum statt.

## Fehlgeschlagene Auktion
Gehen bei einer Auktion nicht ausreichend Gebote für eine Anleihe ein, so spricht man von einer fehlgeschlagenen Auktion. Zu fehlgeschlagenen Auktionen kann es beispielsweise kommen, wenn die Bieter Sorge um die Bonität des Herausgebers haben und deshalb nicht bieten. Weiterhin könnte es auch sein, dass die Bieter ihr Geld in andere, höhere Gewinne versprechende Finanzinstrumente investieren (weil der maximale Zinssatz der Anleihe z. B. unter den marktüblichen Zinssätzen liegt).
Der Zinssatz wird bei so einer Auktion dann auf den maximal zulässigen Wert gesetzt. Dieser ist in den Bedingungen der Anleihe geregelt.
Da die Anleihen meist noch über viele Jahre/Jahrzehnte laufen, bleiben in so einem Fall einige „alte Bieter“ auf ihren Anleihen sitzen. Die Anleihen sind zwar nicht wertlos, aber solange sich keine neuen Bieter finden, bleiben die „alten Bieter“ Besitzer der Anleihe und erhalten lediglich die Zinszahlungen mit der maximal möglichen Rate. Erst nach Auslaufen der Anleihe erhalten sie ihr gegebenes Kapital zurück (Zahlungsfähigkeit des Schuldners vorausgesetzt).

## Markt-Turbulenzen 2008
Von 1988 bis Anfang 2008 gab es so gut wie nie fehlgeschlagene Auktionen, da die Vermittler dieser Finanzierungsform (Vermittler waren fast ausschließlich die US-Großbanken) fast immer selbst auf die Anleihen zu einem Zinssatz knapp unter dem maximalen Zinssatz mit geboten haben. Damit wurde der Markt für institutionelle Anleger und Privatpersonen sehr liquide, da diese ihre Anleihen zu jedem Auktionstermin mit nahezu 100-prozentiger Sicherheit wieder verkaufen konnten.
Als diese Großbanken aber Anfang 2008 aufgrund der Finanzkrise ab 2007 selbst in Bedrängnis gerieten, waren sie nicht mehr in der Lage, bei den Auktionen mitzubieten. Gleichzeitig griff am Markt eine allgemeine Furcht vor ungesicherten Krediten um sich, sodass plötzlich kaum noch Bieter für diese Art von Anleihen verfügbar waren.
Als Ergebnis sprangen die Zinssätze für die Kreditnehmer schlagartig auf den maximal möglichen Betrag und die „alten Bieter“ waren nicht mehr in der Lage, ihr gegebenes Kapital kurzfristig liquide zu machen.

### Vergleich mit Aufsichtsbehörden
Die US-Börsenaufsicht SEC und Aufsichtsbehörden mehrerer US-Bundesstaaten leiteten infolge dieser Entwicklung gegen eine ganze Reihe beteiligter Banken Ermittlungsverfahren ein, da die Banken den Bietern die Investition in Auction Rate Securities als jederzeit liquidierbare Geldanlage verkauft hatten.
Im August 2008 lenkten die Großbanken ein und verpflichteten sich in einem Vergleich mit der SEC und den Aufsichtsbehörden, Anleihen in Milliardenhöhe von verkaufswilligen Investoren zurückzunehmen und außerdem ein Bußgeld für falsche Angaben bei Vertrieb von Finanzprodukten an die SEC zu entrichten.
Die zurückgekauften Anleihen gehen somit in den Besitz der Banken über. Dort werden die Anleihen, solange der Schuldner keine Insolvenz anmelden muss oder die Bank die Anleihen wieder in einer Auktion weiterveräußern kann, ganz normal mit dem maximal möglichen Zinssatz verzinst.
Aktuell haben die folgenden Banken folgende Rückkäufe und Bußgelder akzeptiert:
- UBS kauft Anleihen im Wert von ca. 19,4 Milliarden US-Dollar zurück und akzeptiert eine Geldbuße in Höhe von 150 Millionen US-Dollar.[1]
- Merrill Lynch kauft Anleihen im Wert von ca. 12,0 Milliarden US-Dollar zurück und akzeptiert eine Geldbuße in Höhe von 125 Millionen US-Dollar.[1]
- Wachovia kauft Anleihen im Wert von ca. 8,5 Milliarden US-Dollar zurück und akzeptiert eine Geldbuße in Höhe von 50 Millionen US-Dollar.[2]
- Citigroup kauft Anleihen im Wert von ca. 7,4 Milliarden US-Dollar zurück und akzeptiert eine Geldbuße in Höhe von 100 Millionen US-Dollar.[1]
- Morgan Stanley kauft Anleihen im Wert von ca. 4,5 Milliarden US-Dollar zurück und akzeptiert eine Geldbuße in Höhe von 35 Millionen US-Dollar.[2]
- J.P. Morgan kauft Anleihen im Wert von ca. 3,0 Milliarden US-Dollar zurück und akzeptiert eine Geldbuße in Höhe von 25 Millionen US-Dollar.[2]
- Deutsche Bank kauft Anleihen im Wert von ca. 1,0 Milliarden US-Dollar zurück und akzeptiert eine Geldbuße in Höhe von 15 Millionen US-Dollar.[3][4]